# Freiburg im Breisgau

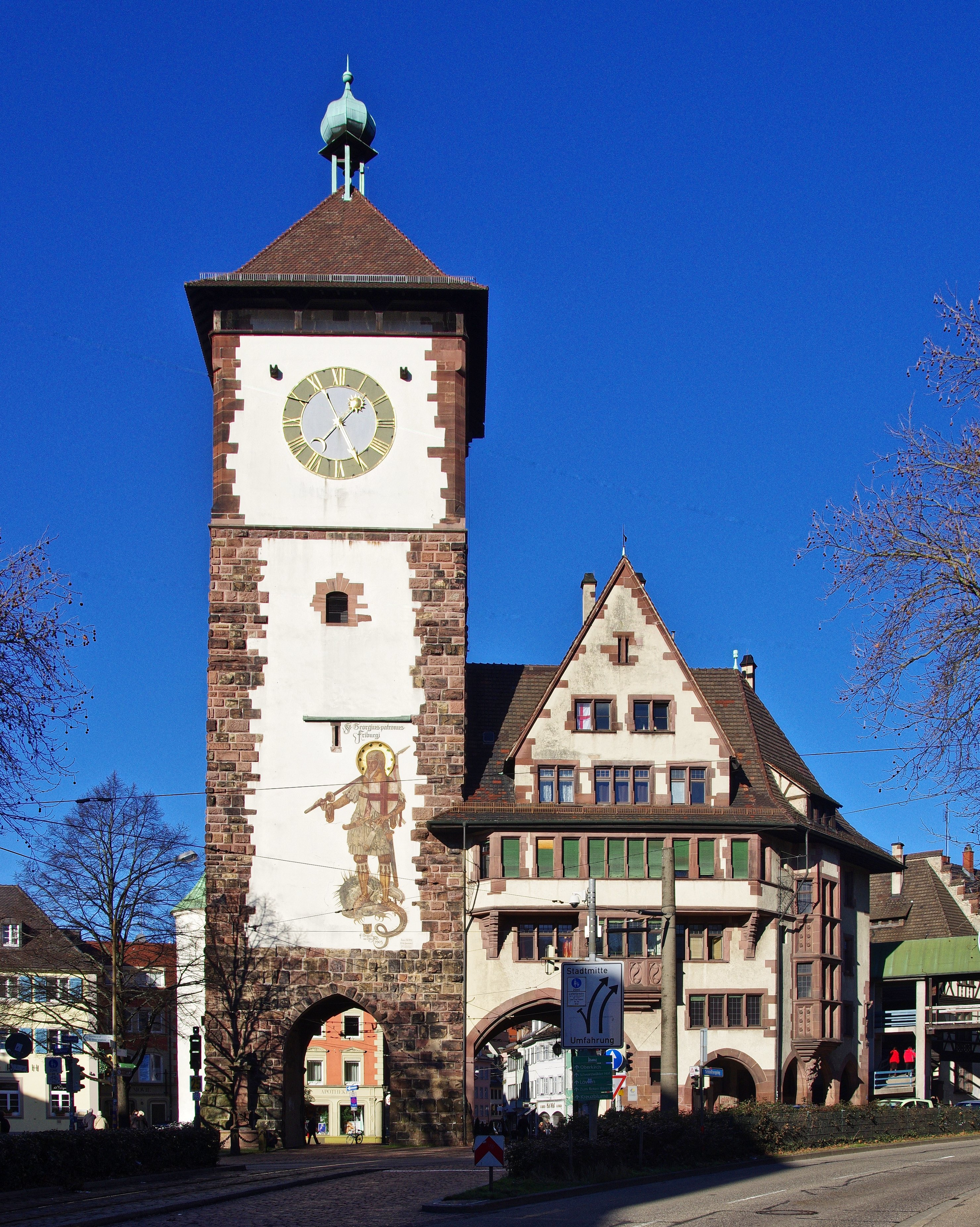
Schwabentor

Freiburg im Breisgau je historické město v německé spolkové zemi Bádensko-Württembersko. Leží mezi řekou Rýnem a lesnatou a zčásti horskou krajinou Schwarzwaldu, asi 30 km od francouzských a asi 45 km od švýcarských hranic. Ve městě v současnosti žije přibližně 237 tisíc obyvatel. Malebné městské centrum se slavnou katedrálou, relativně teplé klima a poloha na úpatí Schwarzwaldu činí Freiburg regionálním turistickým centrem.
V roce 1457 zde byla založena jedna z nejstarších a nejvyhlášenějších německých univerzit, Albert-Ludwigs-Universität.

## Historie
Roku 1091 vznikl na Zámeckém vrchu (Schlossberg) hrad, sídlo v podhradí dostalo roku 1120 městské právo a roku 1200 začala stavba katedrály. Město zbohatlo z těžby stříbra ve Schwarzwaldu, roku 1368 se vykoupilo z poddanství a svěřilo do ochrany Habsburků. Roku 1457 zde arcivévoda Albrecht VI. Habsburský založil univerzitu a 1481 sem Maxmilián I. svolal říšský sněm. Za reformace zůstal Freiburg katolický a roku 1529 sem uprchl před obrazoborci Erasmus Rotterdamský s kapitulou z Basileje.
Roku 1620 převzali univerzitu jezuité a v letech 1632–1644 drželi město Švédové. V letech 1679–1697 a 1713–1744 patřil Freiburg Francii a Ludvík XIV. jej dal stavitelem Vaubanem opevnit. 1796 se Freiburgu krátce zmocnilo francouzské revoluční vojsko a roku 1805 jej Napoleon I. přiřkl Bádensku. 1827 bylo ve Freiburgu založeno biskupství, roku 1845 bylo město připojeno na železnici a 1848 se zde bojovalo na barikádách. Od roku 1871 byl Freiburg částí Německé říše a rychle se rozvíjel. Např. v roce 1901 zde začala jezdit tramvaj. Za první světové války bylo město poškozeno bombardováním a pak hospodářsky postiženo tím, že sousední Alsasko připadlo po roce 1918 opět Francii (jako již před rokem 1871).
Roku 1938 byla vypálena synagoga a v roce 1940 byli všichni Židé z města deportováni do koncentračních táborů. Při velkém spojeneckém náletu 27. listopadu 1944 zahynulo asi 2 800 obyvatel a značná část města byla zničena, avšak katedrála zůstala stát uprostřed trosek. Freiburg byl osvobozen francouzskou armádou a stal se sídlem bádenské vlády, avšak v roce 1951 po spojení Bádenska s Württemberskem v dnešní spolkovou zemi Bádensko-Württembersko ztratilo město tuto výsadu (hlavním městem země se stal Stuttgart).
Od 70. let, kdy se zde protestovalo proti stavbě jaderné elektrárny v obci Wyhl, má ve městě silné zastoupení politická strana Zelených (nyní Svaz 90/Zelení – Bündnis 90/Die Grünen). Roku 1996 překročil Freiburg hranici 200 tisíc obyvatel, z toho je asi 30 000 studentů. Město je významným střediskem katolické církve a sídlem německé Charity.

## Pamětihodnosti
- Z městského opevnění se zachovaly dvě brány, zásadně přestavěné roku 1901.
- Také radnice byla silně přestavěna koncem 19. století, podobně jako řada dalších historických domů.
- Starý obchodní dům naproti dómu s bohatou plastickou výzdobou a se dvěma arkýři ze 16. století.
- Dóm Panny Marie (Münster) je trojlodní románsko-gotická katedrála 127 m dlouhá, s mohutnou 116 m vysokou věží v průčelí. Z románské stavby, založené po roce 1200, se zachovala příčná loď se dvěma nízkými věžemi. V letech 1230–1330 byla postavena loď a čelní věž ve slohu francouzské gotiky. Nový vysoký chór začal stavět Jan Parléř starší roku 1354, byl však dokončen až roku 1513. Z vnitřního zařízení je zvlášť cenný hlavní oltář (Hans Baldung zv. Grien, 1512–16), dále oltář od Hanse Holbeina ml. a barevné gotické vitraje.
- Gotický trojlodní kostel svatého Martina (Franziskanerkirche) naproti radnici je prostá stavba halového typu, s plochým trámovým stropem a s věží postavenou v novogotickém slohu v roce 1893. Věže jsou u kostelů tzv. žebravých řádů neobvyklé.
- Stará budova univerzity.
- Řada zajímavých moderních staveb, jako je nádraží s věží, evangelický kostel Ludwigskirche, univerzitní knihovna, divadlo a koncertní dům.

## Osobnosti města
- Franz Ferdinand Runk (1764–1834), německo-rakouský malíř, kreslíř a grafik
- Johann von Wessenberg (1773–1858), rakouský státník a diplomat
- August Weismann (1834–1914), biolog a zakladatel vědy o genetice
- Konstantin Fehrenbach (1852–1926, politik Výmarské republiky a říšský kancléř
- Friedrich Kluge (1856–1926 ), lexikograf
- Edmund Husserl (1859–1938), německý filozof moravského původu, zakladatel moderní fenomenologie
- Gustav Mie (1869–1957), fyzik
- Joseph Wirth (1879–1956), politik Výmarské republiky a říšský kancléř
- Nikos Kazantzakis (1883–1957), řecký spisovatel, básník, dramatik a myslitel
- Martin Heidegger (1889–1976), fenomenologický filozof
- Engelbert Zaschka (1895–1955), hlavní inženýr, konstruktér a vynálezce
- Eugen Fink (1905–1975), německý filozof a fenomenolog
- Til Schweiger (* 1963), herec, režisér a producent
- Ferris Bueller (* 1971), DJ, producent, bývalý člen a spoluzakladatel skupiny Scooter
- Axel Coon (* 1975), DJ, producent a bývalý člen skupiny Scooter
- Dany Heatley (* 1981), kanadský hokejový útočník
- Roman Rees (* 1993), biatlonista

## Partnerská města
- Besançon, Francie, 1959
- Granada, Španělsko, 1991
- Guildford, Anglie, Velká Británie, 1979
- Innsbruck, Rakousko, 1963
- Isfahán, Írán, 2000
- Lvov, Ukrajina, 1989
- Macujama, Japonsko, 1988
- Madison, Wisconsin, USA, 1987
- Padova, Itálie, 1967
- Wiwilí, Nikaragua, 1988

## Fotogalerie

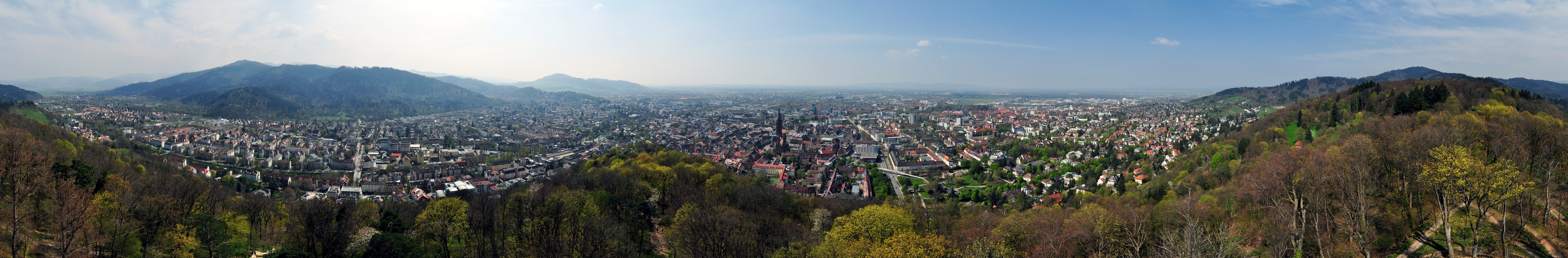
Panorama ze Zámeckého vrchu (Schlossberg)

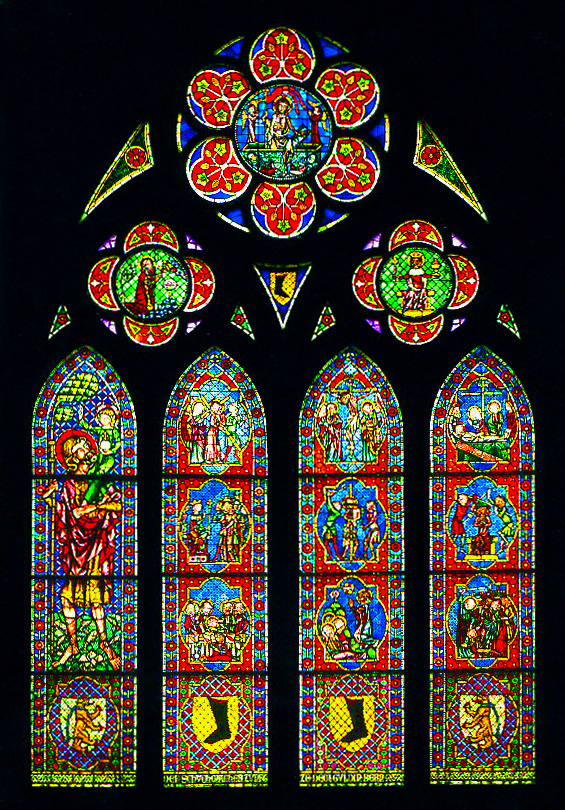
Okno ševcovského cechu (kolem 1330)
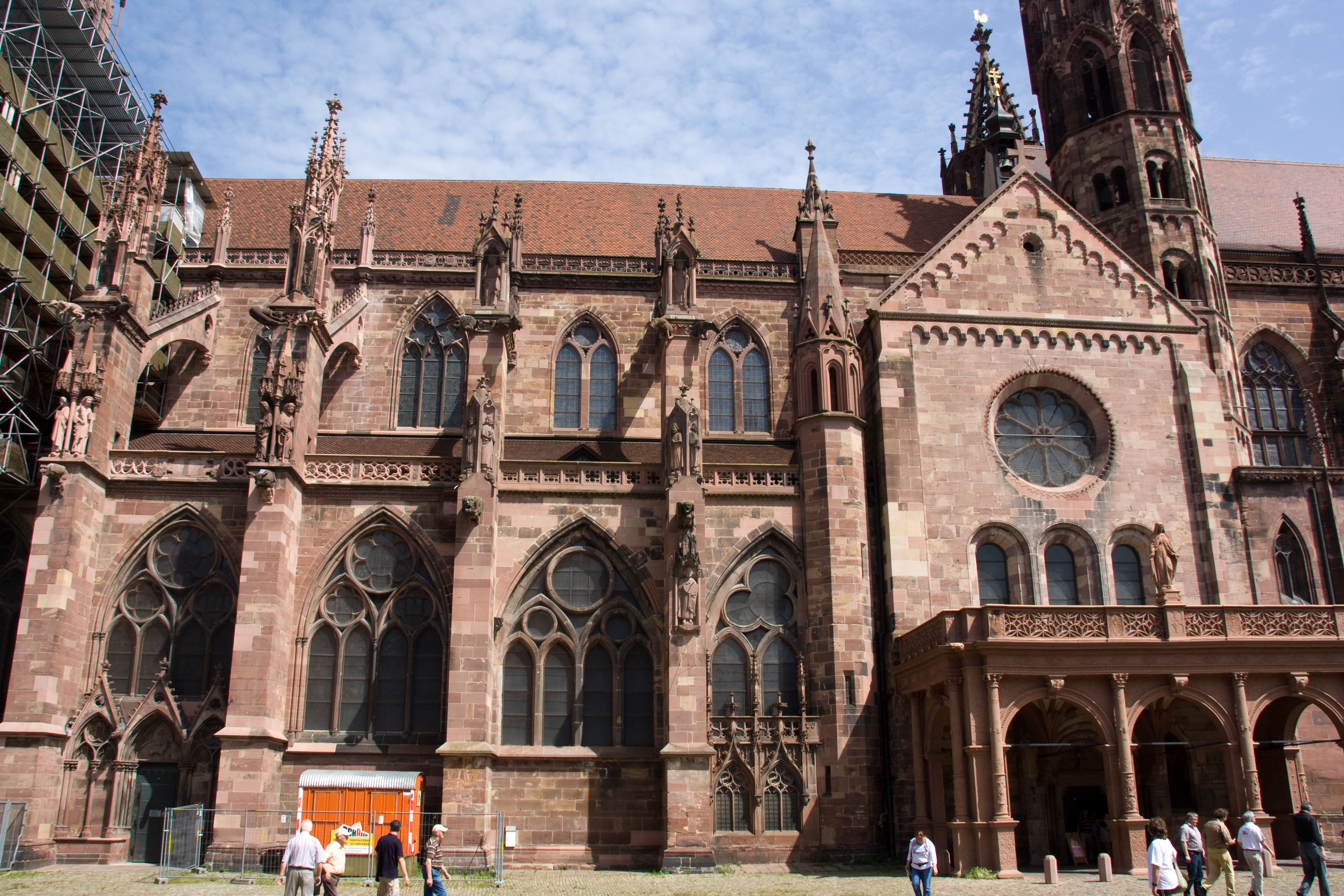
Dóm od jihu
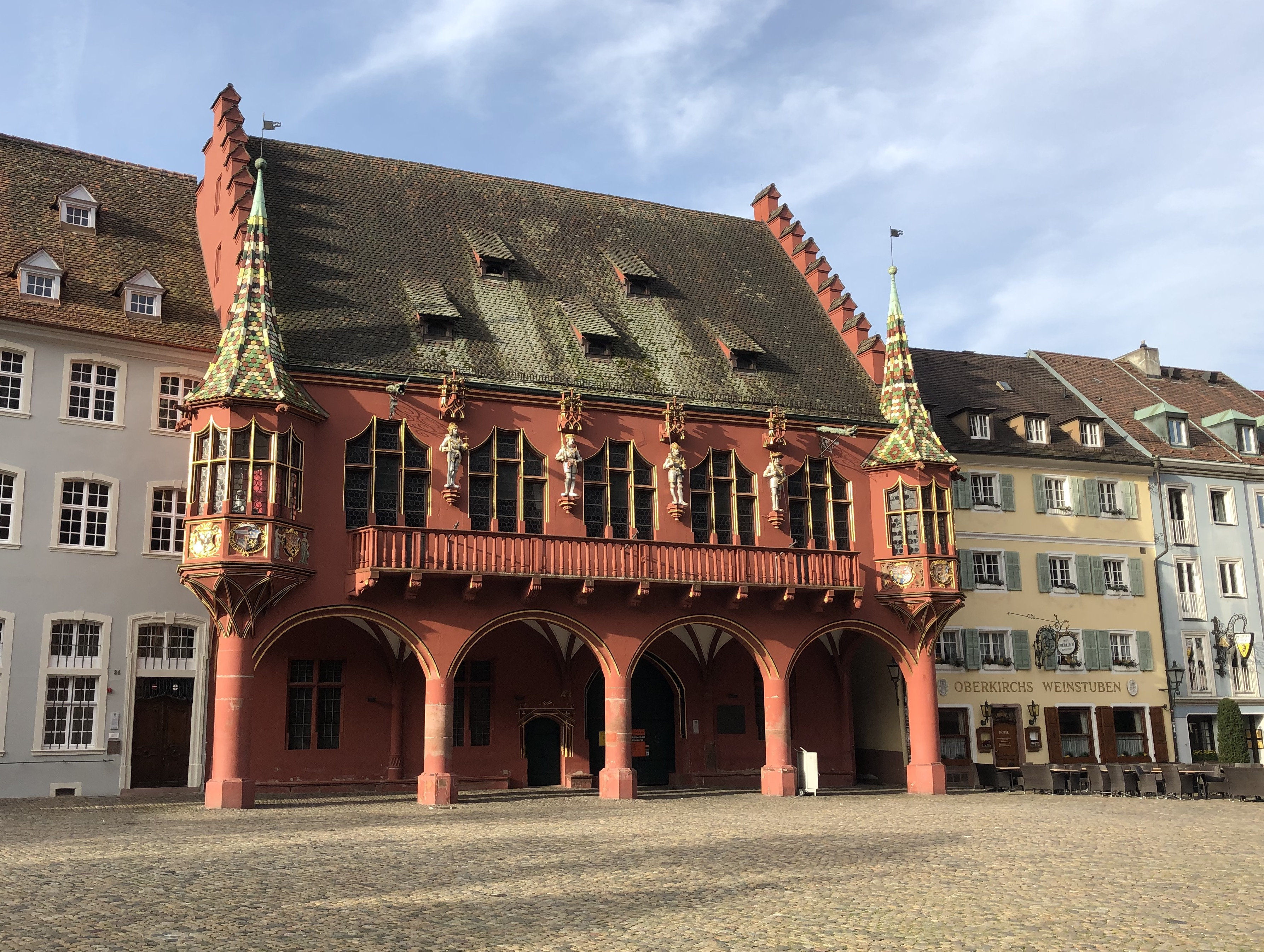
Kupecký dům
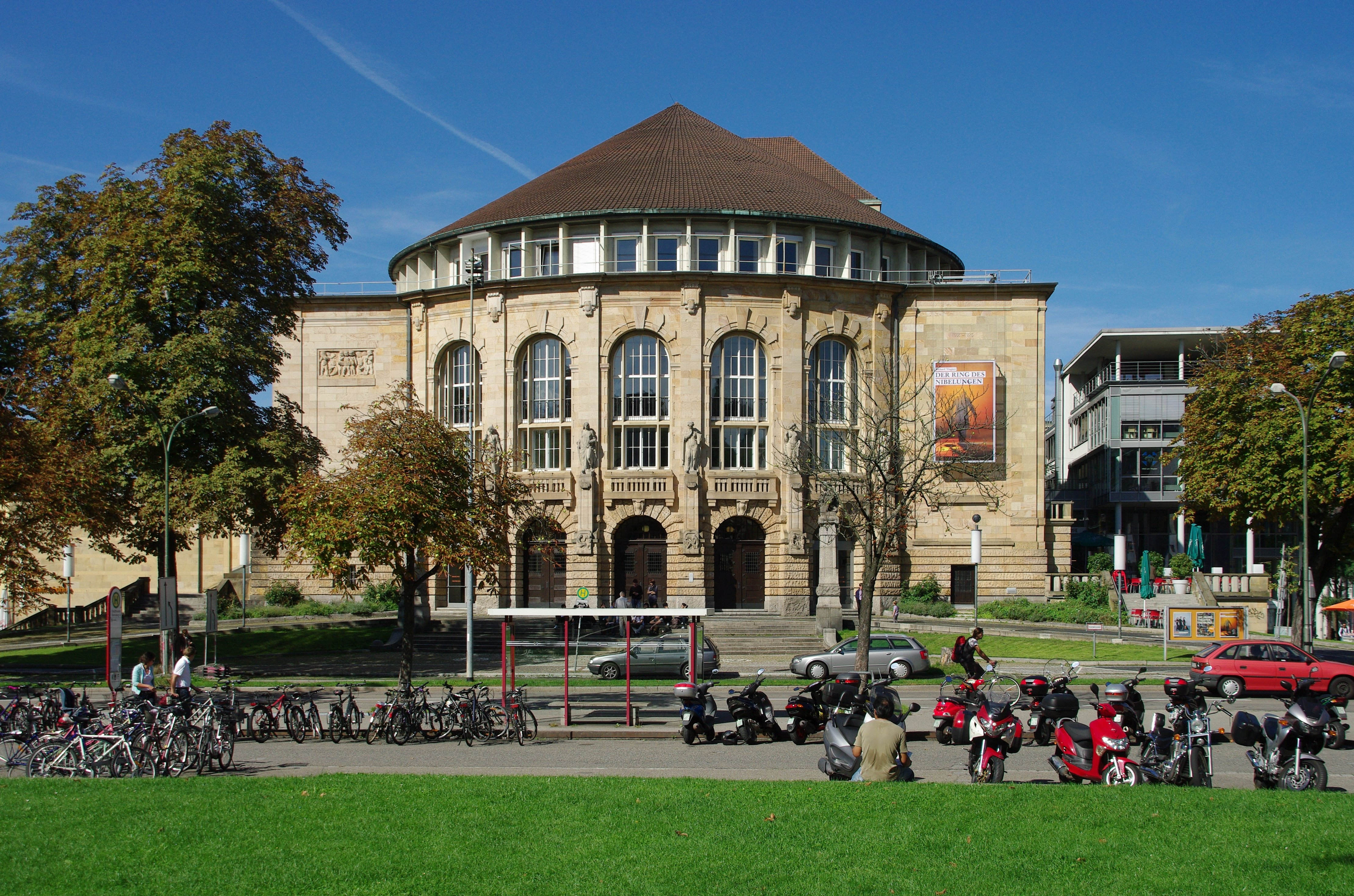
Stadttheater
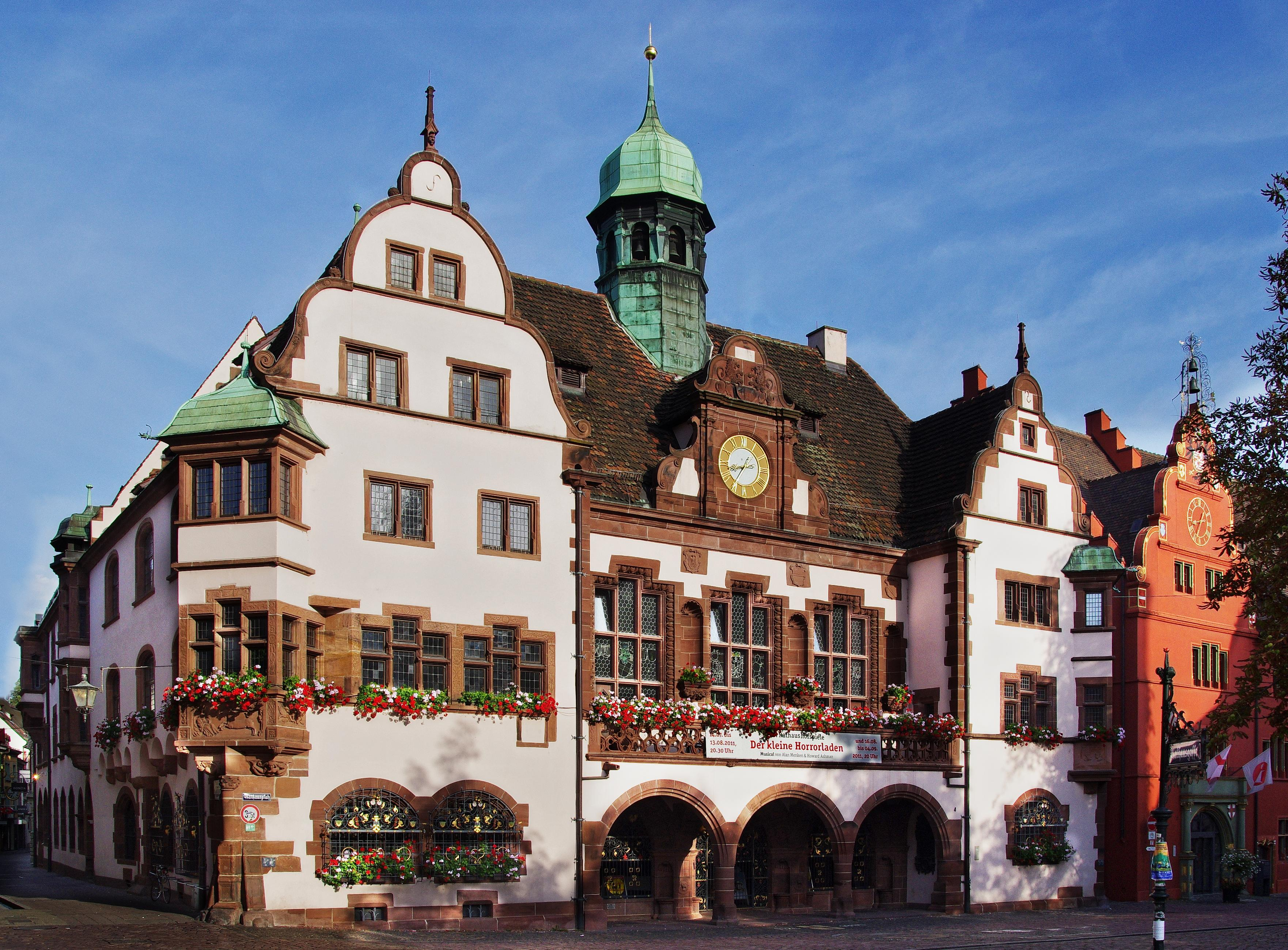
Nová radnice